# Elezioni parlamentari in Finlandia del 2007
Le elezioni parlamentari in Finlandia del 2007 si tennero il 18 marzo per il rinnovo dell'Eduskunta. Esse hanno visto la vittoria del Partito di Centro di Matti Vanhanen, che è stato riconfermato Ministro capo. Nel giugno 2010 è stato sostituito da Mari Kiviniemi, dello stesso partito.

## Risultati
| Liste                                | Voti      | %     | Seggi |
| ------------------------------------ | --------- | ----- | ----- |
| Partito di Centro Finlandese         | 640 428   | 23,11 | 51    |
| Partito di Coalizione Nazionale      | 616 841   | 22,26 | 50    |
| Partito Socialdemocratico Finlandese | 594 194   | 21,44 | 45    |
| Alleanza di Sinistra                 | 244 296   | 8,82  | 17    |
| Lega Verde                           | 234 429   | 8,46  | 15    |
| Democratici Cristiani Finlandesi     | 134 790   | 4,86  | 7     |
| Partito Popolare Svedese             | 126 520   | 4,57  | 9     |
| Veri Finlandesi                      | 112 256   | 4,05  | 5     |
| Altri                                | 67 482    | 2,44  | 1     |
| Totale                               | 2 771 236 | 100   | 200   |